# Chorinsky (Adelsgeschlecht)

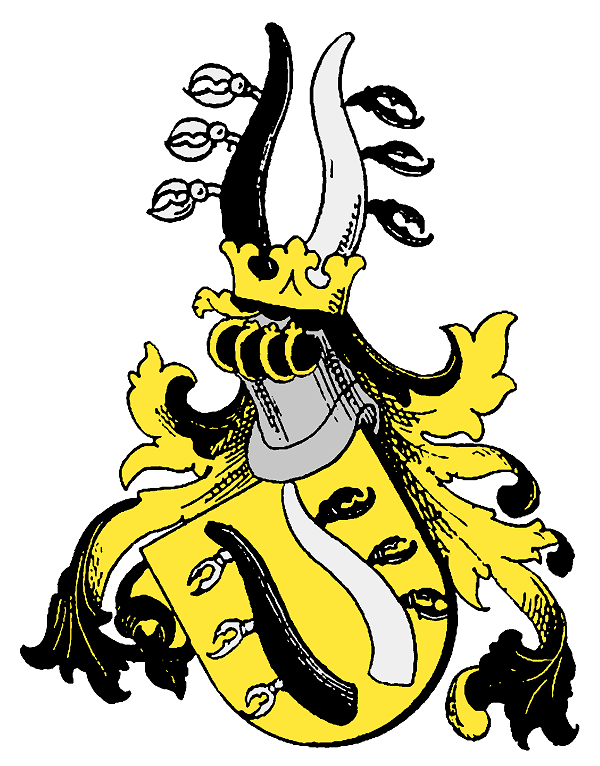
Wappen derer von Chorinsky

Die Chorinsky (tschechisch: Choriští z Ledské / Chorynský von Ledska) waren ein altes mährisches Adelsgeschlecht, das 1710 in den böhmischen Freiherrenstand und 1761 in den böhmischen Grafenstand erhoben wurde.

## Geschichte
Das Geschlecht ist eines Stammes und Wappens mit denen von Ledetz (z Ledské, Burg Ledetz, Böhmen) im Königgrätzer Kreis. Es erscheint erstmals urkundlich am 28. Januar 1360 mit den Brüdern Bohunko und Wilhelm sowie Balthasar de Ledecz und teilte sich dann in verschiedene Zweige. Der Zweig des Ctibor (Tiburtius) z Ledské, seit 1481 auf dem Lehngut Choryn in Mähren, nannte sich Chorynski oder Chorinsky. Die Chorynski erwarben noch weitere Güter, die Brüder Ctibor, Johann und Stanislaus verloren diese jedoch im Zuge des Böhmischen Aufstandes. Nachdem das Geschlecht wieder zu Besitz und Ansehen gekommen war, wurde es in der Person des Karl von Chorinsky am 24. Oktober 1710
in den böhmischen Freiherrnstand erhoben. Die Brüder Mathias, Franz Johann, Ignaz Dominik und Michael Wenzel erhielten am 12. Dezember 1761 den böhmischen Grafenstand. Seit 1798 ist die Familie im Besitz der Oberst-Erblandpanierträger-Würde des böhmischen Herrenstandes.

## Persönlichkeiten
- Franz Karl Freiherr von Chorinsky und Ledske (1689–1741), k.k. Rat und Hauptmann des Hradischen Kreises in Mähren[4]
- Mathias Franz Chorinsky von Ledske (1720–1786), erster Bischof von Brünn
- Ignaz Karl Graf von Chorinsky, Freiherr von Ledske (1770–1823), Präsident und Statthalter des Erzherzogtums Österreich unter der Enns
- Gustav Ignaz von Chorinsky, Freiherr von Ledske (1806–1873), Statthalter des Erzherzogtums Österreich unter der Enns
- Carl Graf Chorinsky (1838–1897), österreichischer Jurist und k.k. Landeshauptmann
- Egon Graf Chorinsky, Freiherr von Ledske (1842–1907), Vizeadmiral ad.Hon. der Österreichischen Kriegsmarine
- Nikolaus Graf Chorinsky, Freiherr von Ledske (1916–2006), Generalleutnant (Zweite Republik Österreich); Militärattache in Rom (1974–1979).

## Wappen
Das Wappen zeigt in Gold ein schwarzes und ein silbernes Büffelhorn, außen mit 3 Krebsscheren verwechselter Farbe besteckt. Auf dem Helm mit schwarz-goldenen Decken die beiden Büffelhörner.